# 羅伯特·利陶斯基
羅伯特·利陶斯基（匈牙利語：Róbert Litauszki；1990年3月15日—）是一位匈牙利足球運動員。在場上的位置是後衛。他現在效力於匈牙利足球甲級聯賽球隊烏伊佩斯特足球俱樂部。他也代表匈牙利國家足球隊參賽。